# Iris songarica
Iris songarica är en irisväxtart som beskrevs av Alexander Gustav von Schrenk. Iris songarica ingår i släktet irisar, och familjen irisväxter. Inga underarter finns listade i Catalogue of Life.